# 3307 Атабаска
3307 Атабаска (енгл. 3307 Athabasca) је астероид главног астероидног појаса чија средња удаљеност од Сунца износи 2,259 астрономских јединица (АЈ).
Апсолутна магнитуда астероида је 13,9 а геометријски албедо 0,044.